# 211e division d'infanterie (Empire allemand)
Pour les articles homonymes, voir 211e division d'infanterie.
La 211e division d'infanterie est une unité de l'armée allemande créée en 1916 qui participe à la Première Guerre mondiale sur le front de l'ouest. La division est engagée dans la bataille de la Somme. En 1917, elle occupe un secteur du front vers Soissons et participe aux combats du Chemin des Dames. En 1918, elle est engagée dans l'opération Michael, puis en mai dans la bataille de l'Aisne. En juillet, la division fait face à la progression alliée lors de la bataille du Soissonnais. Après son retrait du front, la division est dissoute en août, ses effectifs servant à renforcer les autres unités allemandes.

## Première Guerre mondiale

### Composition

#### 1916
- Infanterie

27e régiment d'infanterie
75e régiment d'infanterie de réserve
103e régiment d'infanterie de réserve
- 269e régiment d'artillerie de campagne

#### 1917 - 1918
- 211e brigade d'infanterie

27e régiment d'infanterie
75e régiment d'infanterie de réserve
390e régiment d'infanterie
- 1er escadron du 2e régiment d'uhlans
- 269e régiment d'artillerie de campagne
- 211e bataillon de pionniers

### Historique
La 211e division d'infanterie est formée du 27e régiment d'infanterie issu de la 27e division d'infanterie, du 75e régiment d'infanterie de réserve issu de la 17e division de réserve et du 103e régiment d'infanterie de réserve issu de la 23e division de réserve.

#### 1916
- juillet - août : sans former la 211e division, les trois régiments sont engagés dans la bataille de la Somme.
- fin août - 16 septembre : repos, la division est constituée.
- 16 septembre - 14 octobre : mouvement vers le front nord de la Somme, travaux défensifs dans le secteur de Nurlu et de Manancourt[1].
- 14 octobre - 7 novembre : mouvement de rocade, engagée dans la bataille de la Somme dans le secteur du bois de Saint Pierre Vaast.
- 7 - 20 novembre : retrait du front, repos.
- 20 novembre 1916 - 20 mars 1917 : mouvement vers le front, occupation d'un secteur du front vers Soissons, vers Margival et Terny-Sorny. Au cours du mois de janvier 1917, le 103e régiment d'infanterie de réserve est transféré à la 58e division d'infanterie et remplacé par le 390e régiment d'infanterie de réserve en provenance de la 16e division de réserve[1].

#### 1917
- 20 mars - 20 avril : mouvement de rocade dans le secteur de Vauxaillon, engagée dans la bataille du Chemin des Dames.
- 20 avril - 10 mai : retrait du front, repos.
- 10 - 25 mai : engagée de nouveau dans la bataille du Chemin des Dames dans un secteur au nord de Laffaux et au sud de Vauxaillon. Durant les périodes de combats les pertes sont lourdes, la division est renforcée par l'arrivée de la classe 1918 et par les hommes issus de la dissolution du 625e régiment d'infanterie[1].
- 25 mai - 25 juin : retrait du front, réorganisation.
- 25 juin - 30 juillet : mouvement vers le front et occupation d'un secteur du front dans la forêt de Saint-Gobain dans le secteur de Bassoles-Aulers.
- 30 juillet - 31 décembre : mouvement de rocade, occupation d'un secteur vers Cerny-en-Laonnois et la ferme de Malval[1].

#### 1918
- 1er - 31 janvier : retrait du front, repos et entrainement (rupture du front, attaque de chars alliés) dans la région de Gizy à l'ouest de Liesse-Notre-Dame.
- 1er février - 8 mars : mouvement vers le front et occupation d'un secteur du front vers Chamouille.
- 8 - 19 mars : retrait du front, repos et entrainement dans la région de Laon.
- 20 - 22 mars : mouvement vers le front, progresse en seconde ligne vers La Fère, franchit l'Oise à proximité de Travecy.
- 22 mars - 27 mai : engagée dans l'opération Michael, la division attaque en direction de Fargniers, Quessy, Liez, Chauny, Quierzy, Varesnes jusqu'à atteindre une ligne à proximité du canal de l'Oise à l'Aisne entre Manicamp et Champs au cours de cette progression les pertes sont très lourdes[2].
- 27 mai - 3 juillet : engagée dans la 3e bataille de l'Aisne, la division poursuit les troupes françaises pour atteindre le 31 mai Moulin-sous-Touvent et Nampcel, puis occupation et organisation de ce secteur. Le 3 juillet, une contre-attaque française fait perdre 666 hommes à la division. Relevée par la 15e division d'infanterie[2].
- 3 - 15 juillet : repos dans la région sud-est de Soissons.
- 15 juillet - 3 août : mouvement vers le front, engagée dans la bataille du Soissonnais vers Mercin-et-Vaux pour s'opposer à l'attaque des troupes alliées[2].
- 3 - 8 août : retrait du front, devant les pertes de l'armée allemande, la division est dissoute. Le 390e régiment et le 75e régiment de réserve sont dissous, leurs effectifs sont respectivement transférés aux 42e et 87e divisions d'infanterie. Le 27e régiment remplace le 32e régiment de réserve dissous au sein de la 113e division d'infanterie[2].

## Chefs de corps
| Grade        | Nom               | Date                           |
| ------------ | ----------------- | ------------------------------ |
| Generalmajor | Karl von Lewinski | 8 septembre 1916 - 9 juin 1918 |